# Moraña
Moraña es un municipio de España. Pertenece a la comunidad autónoma de Galicia y, dentro de ella, a la provincia de Pontevedra.

## Geografía
Situada en la Comarca de Caldas, su extensión total es de 41 km², repartidos entre 9 parroquias. Se encuentra en la zona intermedia entre la llanura litoral y las tierras altas de la provincia. Cuenta con una población de 4.411 habitantes (INE 2009).

## Historia
Hacia mediados del siglo XIX, el lugar, ya por entonces con ayuntamiento propio, tenía contabilizada una población de 2740 habitantes. Aparece descrito en el undécimo volumen del Diccionario geográfico-estadístico-histórico de España y sus posesiones de Ultramar de Pascual Madoz con las siguientes palabras:

MORAÑA: ayunt. en la prov. de Pontevedra (3 leg.), part. jud. de Caldas de Reyes (1 1/2), aud. terr. y c. g. de la Coruña (17), dióc. de Santiago (7): sit. á la izq. del r. Umia en terreno montuoso y desigual, con buena ventilacion y clima sano. Comprende las felig. de Amil, San Mamed; Cosoirado, Sta. Maria; Gargantans, San Martin; Lage, San Martin; Lamas, Sta. Cruz; Moraña, San Lorenzo; Moraña, Sta. Justa; Rebon, San Pedro, y Sayans, San Salvador. El ayunt. reside en el l. de Paraños correspondiente á las parr. unidas de Gargantans y San Lorenzo de Moraña. Confina el térm. municipal por N. y E. con el ayunt. de Baños de Cuntis; por S. con el de Campo, y al O. con el de Caldas de Reyes. El terreno es montuoso pero fértil, especialmente en la parte llamada valle de Moraña, que es la mas céntrica; de dichos montes se desprenden varios arroyos, los cuales despues de fertilizar distintos trozos de labor van á depositar sus aguas en el mencionado r. Umia, que cruza por el estremo set. Los caminos son vecinales y en mal estado: el correo se recibe en Caldas de Reyes 3 veces á la semana. prod.: cereales, legumbres, patatas, hortaliza, frutas, castañas y pastos; se cria ganado vacuno, de cerda lanar y cabrío; caza y pesca de varias clases. ind.: la agricultura, molinos harineros y arrieria. comercío: consiste prncipalmente en la estraccion de cereales é importacion de géneros de vestir y comestibles precisos. pobl.: 643 vec., 2,740 alm. riqueza imp.: 172,481 rs. contr.: 34,366 rs., Asciende el presupuesto municipal á unos 8,00 rs. que se cubren por reparto entre los vecinos.
(Madoz, 1848, p. 587)

## Geografía humana

### Demografía
Cuenta con una población de 4110 habitantes (INE 2024).
| Gráfica de evolución demográfica de Moraña entre 1842 y 2021                                                          |
| |
| Población de derecho según los censos de población del INE. Población de hecho según los censos de población del INE. |

### Parroquias
Parroquias que forman parte del municipio:
- Amil (San Mamede)
- Cosoirado (Santa María)
- Gargantáns (San Martiño)
- Laje[4]
- Lamas (Santa Cruz)
- Moraña (San Lorenzo)[4]
- Rebón (San Pedro)
- Santa Justa de Moraña (Santa Justa)[4]
- Sayáns[4]

## Patrimonio
En este municipio se halla el menhir de Gargantáns. Monumento megalítico del neolítico con gravados en sus dos caras que puede datarse entre 3000-2000 a. C. Mide 192 cm de altura y 50 cm de diámetro; tiene forma cónica con base cuadrada. En su superficie aparecen una veintena de cazoletas, varias marcas en forma de ángulo y dos líneas serpenteantes.
- En la parroquia de Gargantáns se encuentra la conocida como Lapa de Gargantáns, un menhir de casi dos metros de altura datado en el neolítico, del cual se desconoce su función exacta.
- El ayuntamiento de Moraña cuenta con dos iglesias construidas en el siglo XII, aunque hayan sido profundamente reformadas con posterioridad: la de San Martiño de Gargantáns y la de San Pedro de Rebón. Ambas conservan un magnífico ábside románico, con columnas adosadas coronadas por bellos capiteles.

- En la parroquia de Amil se encuentra en el lugar conocido como A Chan, el santuario de Nuestra Señora de los Milagros. La construcción del edificio actual, de estilo neoclásico, se inició a mediados del siglo XIX. La entrada principal presenta un pórtico flanqueado por columnas y rematado por un frontón. Se accede al santuario por una monumental escalinata de granito construida a mediados del siglo pasado, siendo párroco de Amil José Lado Formoso.
En el año 1972, siendo párroco de Amil Amador Guinarte Vilaboa, el santuario de los Milagros fue objeto de una importante reforma, el retablo de madera del altar mayor, de estilo neogótico, fue sustituido por una moderna hornacina en la que se colocó la imagen de la Virgen; el comulgatorio de alabastro que delimitaba el presbiterio quedó eliminado; el techo fue cubierto con pizarra, en aquella época un elemento bastante extraño en la parroquia de Amil. Lo más llamativo de esta reforma lo constituyen, sin embargo, los dos grandes murales situados a ambos lados del altar mayor, obra del afamado artista pontevedrés Rafael Úbeda Piñeiro.

- En la misma parroquia de Amil destaca el notable conjunto arquitectónico formado por la iglesia parroquial, barroca del siglo XVIII, y la casa rectoral, adosada a una torre medieval de original factura. A ello se unen un hórreo y un palomar, deficientemente conservados, y un bello crucero situado en el centro de una pequeña rotonda.

- En la parroquia de Amil se encuentra el "Penedo grande", con vistas sobre gran parte del territorio morañés hasta llegar a la ría de Arosa, tras la cual se adivina el agitado mar de Corrubedo.

- Al lado de Amil, en dirección norte, se encuentra Cosoirado, la parroquia más pequeña de Moraña, con una casa rectoral en la actualidad totalmente arruinada. A sus pies, ya en la parroquia de San Lorenzo, se halla el pazo de la Buzaca, convertido hoy en centro de hostelería. A semejanza de la de Cosoirado, la casa rectoral de San Lorenzo está en completa ruina.

- La parroquia de Santa Justa, en la que se celebra una importante romería en honor a esta santa, cuenta con la mejor carballeira de todo el municipio, tanto por su extensión (2,5 ha) como por el número de robles que la forman (más de 400). Próxima a la iglesia parroquial hay una fuente que data de principios del siglo XVI.

- Existen en Moraña otras carballeiras de menor entidad, como la de Santa Lucía, en la capital del municipio, donde se celebra la fiesta gastronómica del "Carneiro ao espeto" (asado); ocupa una superficie de casi 4.000 metros cuadrados y sus escasos ochenta robles han sido objeto recientemente de una severa poda. O la del Campo de Lebón, en el lugar de Corrigatos, parroquia de Sayáns.

- Encoro de Caldas de Reis: Este embalse fue desarrollado por el Grupo Cortizo y ha sido objeto de polémica y disputas,[7] en verano de 2006, debido a la contaminación del abastecimiento de agua de Caldas de Reyes, además del destrozo de la fauna y flora del curso del río.

## Festividades

### Romería de los Milagros de Amil
El domingo siguiente al día 8 de septiembre se celebra en Moraña una de las romerías más importantes de Galicia: la romería de Nuestra Señora de los Milagros de Amil, a la que acuden miles de peregrinos procedentes de los más diversos rincones de nuestra tierra. En la multitudinaria procesión que sigue a la misa solemne, la Virgen lleva su manto cubierto con los billetes que los fieles le han ofrecido.
En los numerosos puestos que abarrotan el campo de A Chan, se ofrece todo tipo de productos, entre los que destaca por su indudable calidad el "pulpo á feira", que se puede degustar a cualquier hora del día o de la noche.

### Romería de Santa Justa de Moraña
La virgen de Santa Justa de Moraña, abogosa del meigallo o mal de ojo, es la patrona del municipio morañés. Se venera en su iglesia parroquial de Moraña (Pontevedra) y su festividad se celebra el 19 de julio. A esta romería acuden miles de fieles procedentes de todos los rincones de nuestra comunidad, que asisten año tras año a pedir a la virgen sus plegarias, después de pasar por debajo de ella y beber de su fuente milagrosa situada al pie del santuario.

### Fiesta del "Carneiro ao espeto"
Se trata de una fiesta de carácter gastronómico, actualmente declarada como Fiesta de Interés Turístico de Galicia. Tuvo sus inicios en el siglo pasado, a finales de la década de los sesenta, y sus orígenes hay que buscarlos años atrás, cuando un jubilado morañés procedente de Argentina organizó varias comidas campestres asando el cordero al estilo pampero. La gran aceptación que tuvo entre los comensales hizo que esta forma de asar el cordero se extendiese y se convirtiese en una tradición típica de Moraña. El espaldarazo definitivo lo recibió con la fiesta gastronómica que cada año se celebra en la carballeira de Santa Lucía, en la capital del municipio.
Para el asado, se disponen los corderos, abiertos en canal y colocados sobre una estructura de hierro en forma de doble cruz, alrededor de brasas de madera de roble. Así permanecen durante unas ocho horas, de forma que el asado se realice con lentitud, condición imprescindible para que el resultado sea de lo más apetitoso.

### Fiesta del "Porquiño á brasa"
Esta fiesta se celebra en la parroquia de Amil a finales del mes de agosto, en la carballeira de los Milagros. Tuvo su inicio por el año 1990 y presenta una gran similitud con la del "Carneiro ao espeto". Lo que cambia es la materia prima, ya que el carnero es sustituido por el cerdo. Se seleccionan animales de entre unos 12-14 kilos y se asan lentamente, abiertos en canal y dispuestos en estructuras metálicas en torno a las brasas.
La fiesta, que sustituyó a la anterior "Festa do arrieiro" (iniciada en 1976), está acompañada de una gran variedad de actividades lúdico-deportivas.

### "Rapa das bestas" en Amil
Este espectáculo de fuerza y vistosidad, producto de una ancestral tradición, tiene lugar en Amil en el mes de julio, el domingo siguiente a la "Rapa das bestas" de Sabucedo.
Este día, los caballos, que durante todo el año viven a sus anchas en los montes del entorno (principalmente en el Acibal), son acosados, acorralados y conducidos hasta el "curro", situado en el lugar conocido como Pastizal. Aquí se procede a la separación de las bestias, una verdadera lucha del hombre con el animal, que se encabrita, se alza sobre sus patas, relincha, cocea y, finalmente, sucumbe inmovilizado, para ser marcado y rapadas sus crines.